# Kim Min-hyeok (Fußballspieler, 2000)
Kim Min-hyeok (koreanisch 김민혁; * 24. März 2000) ist ein südkoreanischer Fußballspieler.

## Karriere

### Verein
Kim begann seine Karriere bei den Jeonnam Dragons. Zur Saison 2019 rückte er in den Profikader von Jeonnam. Sein Debüt für den Verein in der K League 2 gab er im März 2019, als er am dritten Spieltag jener Saison gegen den FC Anyang in der 75. Minute für Jae-Hee Jeong eingewechselt wurde. Bis Saisonende kam er zu fünf Einsätzen in der zweithöchsten südkoreanischen Spielklasse.
Im Juli 2020 wurde Kim an den österreichischen Regionalligisten ATSV Stadl-Paura verliehen. Für Stadl-Paura kam er zu acht Einsätzen in der Regionalliga, ehe die Leihe in der Winterpause 2020/21 vorzeitig beendet wurde. Nach dem Ende der Leihe kehrte er nicht mehr zu Jeonnam zurück, sondern schloss sich dem Drittligisten Gangneung City FC an.

### Nationalmannschaft
Kim spielte 2015 für die südkoreanische U-15- und 2016 für die U-17-Auswahl.